# Cyprus op de Olympische Spelen
Cyprus is een van de landen die deelneemt aan de Olympische Spelen. Cyprus debuteerde op de Winterspelen van 1980. In datzelfde jaar kwam het voor het eerst uit op de Zomerspelen. Tot en met 1976 deden de Cypriotische sporters mee als deelnemer namens Griekenland.
In 2022 nam Cyprus voor de twaalfde keer deel aan de Winterspelen, in Parijs voor de twaalfde keer deel aan de Zomerspelen. De eerste medaille werd in 2012 gewonnen in het zeilen, Pavlos Kontides behaalde de zilveren medaille in de laser (eenpersoonsjol). In 2024 herhaalde hij dat.
In 1896 won de op Cyprus geboren en voor Griekenland uitkomende Ioannis Phrangoudis drie medailles (goud, zilver en brons) in de schietsport.

## Medailles en deelnames

### Overzicht
De tabel geeft een overzicht van de jaren waarin werd deelgenomen, het aantal gewonnen medailles en de eventuele plaats in het medailleklassement.
| Zomerspelen | Zomerspelen | Zomerspelen | Zomerspelen | Zomerspelen | Zomerspelen |        | Winterspelen | Winterspelen | Winterspelen | Winterspelen | Winterspelen | Winterspelen |
| Jaar        | Goud        | Zilver      | Brons       | Totaal      | Rang        | Jaar   | Goud         | Zilver       | Brons        | Totaal       | Rang         |              |
| 1980        | 0           | 0           | 0           | 0           | -           | 1980   | 0            | 0            | 0            | 0            | -            |              |
| 1984        | 0           | 0           | 0           | 0           | -           | 1984   | 0            | 0            | 0            | 0            | -            |              |
| 1988        | 0           | 0           | 0           | 0           | -           | 1988   | 0            | 0            | 0            | 0            | -            |              |
| 1992        | 0           | 0           | 0           | 0           | -           | 1992   | 0            | 0            | 0            | 0            | -            |              |
| 1996        | 0           | 0           | 0           | 0           | -           | 1994   | 0            | 0            | 0            | 0            | -            |              |
| 2000        | 0           | 0           | 0           | 0           | -           | 1998   | 0            | 0            | 0            | 0            | -            |              |
| 2004        | 0           | 0           | 0           | 0           | -           | 2002   | 0            | 0            | 0            | 0            | -            |              |
| 2008        | 0           | 0           | 0           | 0           | -           | 2006   | 0            | 0            | 0            | 0            | -            |              |
| 2012        | 0           | 1           | 0           | 1           | 69          | 2010   | 0            | 0            | 0            | 0            | -            |              |
| 2016        | 0           | 0           | 0           | 0           | -           | 2014   | 0            | 0            | 0            | 0            | -            |              |
| 2020        | 0           | 0           | 0           | 0           | -           | 2018   | 0            | 0            | 0            | 0            | -            |              |
| 2024        | 0           | 1           | 0           | 1           | 74          | 2022   | 0            | 0            | 0            | 0            | -            |              |
| Totaal      | 0           | 2           | 0           | 2           |             | Totaal | 0            | 0            | 0            | 0            |              |              |
| Tot. Z+W    | 0           | 2           | 0           | 2           |             |        |              |              |              |              |              |              |

### Per deelnemer
| Jaar | Sport  | Olympiër        | Onderdeel | Medaille |
| ---- | ------ | --------------- | --------- | -------- |
| 2012 | Zeilen | Pavlos Kontides | laser (m) | Zilver   |
| 2024 | Zeilen | Pavlos Kontides | laser (m) | Zilver   |

Afghanistan · Albanië · Algerije · Amerikaans-Samoa · Amerikaanse Maagdeneilanden · Andorra · Angola · Antigua en Barbuda · Argentinië · Armenië · Aruba · Australië · Azerbeidzjan · Bahama's · Bahrein · Bangladesh · Barbados · België · Belize · Benin · Bermuda · Bhutan · Bolivia · Bosnië en Herzegovina · Botswana · Brazilië · Britse Maagdeneilanden · Brunei · Bulgarije · Burkina Faso · Burundi · Cambodja · Canada · Centraal-Afrikaanse Republiek · Chili · China · Chinees Taipei · Colombia · Comoren · Congo-Brazzaville · Congo-Kinshasa · Cookeilanden · Costa Rica · Cuba · Cyprus · Denemarken · Djibouti · Dominica · Dominicaanse Republiek · Duitsland · Ecuador · Egypte · El Salvador · Equatoriaal-Guinea · Eritrea · Estland · Ethiopië · Fiji · Filipijnen · Finland · Frankrijk · Gabon · Gambia · Georgië · Ghana · Grenada · Griekenland · Groot-Brittannië · Guam · Guatemala · Guinee · Guinee-Bissau · Guyana · Haïti · Honduras · Hongarije · Hongkong · Ierland · IJsland · India · Indonesië · Irak · Iran · Israël · Italië · Ivoorkust · Jamaica · Japan · Jemen · Jordanië · Kaaimaneilanden · Kaapverdië · Kameroen · Kazachstan · Kenia · Kirgizië · Kiribati · Koeweit · Kosovo · Kroatië · Laos · Lesotho · Letland · Libanon · Liberia · Libië · Liechtenstein · Litouwen · Luxemburg · Madagaskar · Malawi · Malediven · Maleisië · Mali · Malta · Marokko · Marshalleilanden · Mauritanië · Mauritius · Mexico · Micronesië · Moldavië · Monaco · Mongolië · Montenegro · Mozambique · Myanmar · Namibië · Nauru · Nederland · Nepal · Nicaragua · Nieuw-Zeeland · Niger · Nigeria · Noord-Korea · Noord-Macedonië · Noorwegen · Oeganda · Oekraïne · Oezbekistan · Oman · Oost-Timor · Oostenrijk · Pakistan · Palau · Palestina · Panama · Papoea-Nieuw-Guinea · Paraguay · Peru · Polen · Portugal · Puerto Rico · Qatar · Roemenië · Rusland · Rwanda · Saint Kitts en Nevis · Saint Lucia · Saint Vincent en de Grenadines · Salomonseilanden · Samoa · San Marino · Saoedi-Arabië · Sao Tomé en Principe · Senegal · Servië · Seychellen · Sierra Leone · Singapore · Slovenië · Slowakije · Somalië · Spanje · Sri Lanka · Soedan · Suriname · Swaziland · Syrië · Tadzjikistan · Tanzania · Thailand · Togo · Tonga · Trinidad en Tobago · Tsjaad · Tsjechië · Tunesië · Turkije · Turkmenistan · Tuvalu · Uruguay · Vanuatu · Venezuela · Verenigde Arabische Emiraten · Verenigde Staten · Vietnam · Wit-Rusland · Zambia · Zimbabwe · Zuid-Afrika · Zuid-Korea · Zuid-Soedan · Zweden · Zwitserland
Historische landen: Bohemen · Bondsrepubliek Duitsland · Brits-Indië · Duitse Democratische Republiek · Joegoslavië · Malaya · Nederlandse Antillen · Noord-Borneo · Noord-Jemen · Saarland · Servië en Montenegro · Sovjet-Unie · Tsjecho-Slowakije · West-Indische Federatie · Zuid-Jemen
Bijzondere deelnames: Onafhankelijke olympische atleten · Vluchtelingenteam 
 Australazië · Duits Eenheidsteam · Gemengd team · Gezamenlijk Team